# Verdellino
Verdellino – miejscowość i gmina we Włoszech, w regionie Lombardia, w prowincji Bergamo.
Według danych na styczeń 2009 gminę zamieszkiwały 7664 osoby przy gęstości zaludnienia 2083 os./km².